# Birds of Prey (лижна траса)
Birds of prey — лижна траса, що розташована на курорті Бівер-Крик, Колорадо, США. Використовується для гонок з супергігантського та гігантського слалому. Починається на висоті 11427 футів, найнижча точка — 2627 футів, фініш на висоті 8800. Траса має середній градієнт 27 градусів, з максимумом 45 градусів посередині. Збудована за літо 1997 року.